# Gazi Warriors 2019
Questa voce raccoglie le informazioni riguardanti i Gazi Warriors nelle competizioni ufficiali della stagione 2019.

## 1. Lig 2019

### Stagione regolare
| Bursa 6 aprile 2019, ore 20:00 | Uludağ Timsahlar | 12 – 43 | Gazi Warriors | Fethiye Spor Kompleksi\| Arbitro: \| Başeğmez \| |
| Arbitro:                       | Başeğmez         |         |               |                                                  |

| Ankara 21 aprile 2019 | Gazi Warriors | 37 – 12 | Anadolu Rangers |  |

| Istanbul 5 maggio 2019 | ITÜ Hornets | 27 – 6 | Gazi Warriors | ITÜ Stadion |

| Ankara 12 maggio 2019 | Gazi Warriors | 23 – 21 | Sakarya Tatankaları |  |

| Ankara 26 maggio 2019 | Gazi Warriors | 12 – 19 | ODTÜ Falcons |  |

| Istanbul 1º giugno 2019 | Boğaziçi Sultans | 14 – 13 | Gazi Warriors | Yıldız Teknik Üniversitesi- Davutpaşa Kampüsü |

| Ankara 16 giugno 2019 | Gazi Warriors | 0 – 63 | Koç Rams |  |

## Statistiche di squadra
| Competizione      | %Vittorie | In casa | In casa | In casa | In casa | In casa | In casa | In trasferta | In trasferta | In trasferta | In trasferta | In trasferta | In trasferta | Totale | Totale | Totale | Totale | Totale | Totale |
| Competizione      | %Vittorie | G       | V       | N       | P       | Pf      | Ps      | G            | V            | N            | P            | Pf           | Ps           | G      | V      | N      | P      | Pf     | Ps     |
| ----------------- | --------- | ------- | ------- | ------- | ------- | ------- | ------- | ------------ | ------------ | ------------ | ------------ | ------------ | ------------ | ------ | ------ | ------ | ------ | ------ | ------ |
| Stagione regolare | .429      | 4       | 2       | 0       | 2       | 72      | 115     | 3            | 1            | 0            | 2            | 62           | 53           | 7      | 3      | 0      | 4      | 134    | 168    |
| Totale            | .429      | 4       | 2       | 0       | 2       | 72      | 115     | 3            | 1            | 0            | 2            | 62           | 53           | 7      | 3      | 0      | 4      | 134    | 168    |